# Restionaceae
Las restionáceas (nombre científico Restionaceae) forman una familia de plantas monocotiledóneas distribuidas en el Hemisferio Sur y más diversificadas en Australia y Sudáfrica. Son hierbas perennes, a veces bastante grandes, polinizadas por viento, de suelos de bajos nutrientes, y frecuentemente de hábitats estacionalmente áridos o susceptibles de incendios, poseen rizoma, tallos erectos fotosintéticos y hojas bastante reducidas a vainas. Las flores son pequeñas, imperfectas, usualmente con perianto, y la inflorescencia es una espiguilla variadamente ramificada. La familia es reconocida por sistemas de clasificación modernos como el sistema de clasificación APG III (2009) y el APWeb (2001 en adelante) y tradicionalmente fue reconocida. Algunas son utilizadas como paja para techos y escobas, algunas han llegado a ser populares como plantas ornamentales en muchas partes del mundo, algunas de ellas tienen parecido al bambú por su caña y tamaño. 

## Descripción
Hábito: Hierbas perennes siempreverdes, dioicas (raramente monoicas o hermafroditas), los tallos subterráneos son rizomas o estoloníferos, los tallos aéreos erectos, fotosintéticos, redondos, elípticos, o poliedros en el corte transversal, macizos o huecos en la región internodal, anatómicamente distintivos, con células "protectoras" que forran las cámaras subestomatales y 1 o 2 capas de células de clorénquima dentro de la epidermis, el clorénquima separado de la corteza por anillos parenquimatosos y esclerenquimatosos. Cuerpos de sílice presentes. Pelos simples, a veces aplanados o peltados.
Hojas de disposición espiral y alterna, dísticas, simples, unifaciales, usualmente con la lámina muy reducida y la hoja consistiendo solo en una vaina abierta en las plantas maduras. Usualmente sin lígula. Sin estípulas. A veces caducas.
Inflorescencia de flores solitarias o con flores en varios arreglos, usualmente en espiguillas en grupos variadamente ramificados, cada grupo a veces con brácteas subyacentes llamadas espatas. Las espiguillas consisten en un eje con 1-numerosas flores, cada flor con 1 (raramente 2) brácteas subyacentes, las brácteas más basales muchas veces estériles, espiguillas masculina y femeninas pueden ser similares o dimórficas. 
Las flores pequeñas, inconspicuas, usualmente unisexuales (entonces las plantas dioicas), muchas veces en inflorescencias dimórficas, radiales, cada una en la axila de una bráctea, hipóginas. 
Tépalos en 2 verticilos, usualmente 3 en cada verticilo (raramente 0-2 en el primero y 0-2 en el segundo), usualmente separados y libres de las demás piezas florales, imbricados, generalmente de colores apagados o verdosos, membranosos a endurecidos. 
Estambres 3 (a veces 1 o 4), opuestos a los tépalos internos, a veces representados en las flores femeninas por estaminodios, filamentos separados (raramente conados). Anteras usualmente con 1 lóculo, biesporangiadas, y monotecas, de dehiscencia longitudinal que se abre por un solo surco, e introrsa.
Polen monoporado, monoulcerado en la liberación.
3 Carpelos connados (raramente 1 o 2), ovario súpero, con placentación apical-axilar, 3 lóculos (raramente con 2 o con solo un lóculo fértil). 1-3 estilos. 3 estigmas, elongados, muchas veces plumosos. 1 óvulo por lóculo, ortótropo, bitégmico, con pared del esporangio delgada. 
No hay nectarios.
El fruto es una cápsula, un aquenio o una nuez. Usualmente asociado a un perianto persistente.
Las semillas son endospermadas y a veces tienen un elaiosoma. 
Ver Linder et al. (1998) para un tratamiento completo de los caracteres de la familia.

## Ecología
Distribuidas en el sudoeste de África (incluido Madagascar), Hainan y Vietnam a Nueva Zelanda (especialmente el sudoeste de Australia), con un género (Apodasmia) en Chile. 
Son plantas de suelos de bajos nutrientes, y frecuentemente de hábitats estacionalmente áridos o susceptibles de incendios. Son un componente importante de "fynbos" y brezales.
Las inconspicuas flores de Restionaceae son polinizadas por viento, si bien algunas especies son autopolinizadas o apomícticas. 
La dispersión por viento de las pequeñas semillas (o aquenios o nuececitas, en géneros con fruto indehiscente) es bastante común; algunas especies tienen tépalos modificados en alas, pelos o aristas, presumiblemente para ayudar a la dispersión por viento. Unos pocos géneros, como Willdenowia y afines, tienen frutos asociados a estructuras carnosas, y pueden atraer hormigas. Las semillas a veces tienen un elaiosoma que funciona en la dispersión por hormigas. 
Alexgeorgea es inusual porque sus flores femeninas son subterráneas (pero con su largo estilo y estigma llegando a la superficie), la polinización de estas especies es por viento, pero el mecanismo de dispersión de las nuececillas es aún desconocido.

## Filogenia
La monofilia de la familia es sostenida por caracteres anatómicos (Linder et al. 2000b) y moleculares (Briggs et al. 2000). Restionaceae está cercanamente emparentada con Poaceae, Flagellariaceae, y especialmente Centrolepidaceae, como se evidencia por su polen monoporado y esférico, y la presencia de cuerpos de sílice en los tejidos parenquimáticos. Centrolepidaceae, que tiene flores mucho más reducidas, puede estar anidada en Restionaceae (Linder et al. 2000b), pero es tratada aquí como un grupo hermano, como lo sostienen los datos moleculares de secuencias de ADN copia (Briggs et al. 2000). El clado Restionaceae + Centrolepidaceae comparte algunas remarcables apomorfías embriológicas: la pared del esporangio con células elongadas, los núcleos polares rodeados de cuerpos de almidón; además los dos tienen anteras con 1 solo lóculo. Junto con Anarthriaceae forman el "clado Restionaceae", algunos autores consideran que deberían fusionarse las 3 familias en un Restionaceae sensu lato. Ver Poales para una discusión sobre la inclusión de Restionaceae en el "núcleo de los Poales" y en Restionaceae sensu lato.
Finalmente, los datos moleculares apoyan la exclusión de dos pequeños géneros, Lyginia y Hopkinsia, que son diferentes al tener anteras con 2 lóculos: un carácter plesiomórfico (ancestral). Pertenecen al australiano Anarthriaceae.
Los miembros de Restionaceae pertenecen a uno de dos grandes clados, el primero conteniendo los géneros africanos, el segundo los géneros australianos (Briggs et al. 2000, Eldenäs y Linder 2000, Linder 2000, Linder et al. 2000a, 2000b). Los miembros del clado africano se caracterizan por tener polen con márgenes de la apertura hundidos o elevados, y tallos con cavidades debajo de los estomas alineadas con las células "protectoras" de pared gruesa. Los géneros australianos tienen los márgenes de la exina del polen atenuados hacia el poro de germinación, y muchos han perdido esas células "protectoras". Los rizomas largos y pubescentes apoyan la monofilia del clado australiano.
Aún se necesitan recircunscripciones a nivel del género. Por ejemplo, antes se reconocían pocos géneros grandes dentro de la familia, por ejemplo Restio incluía especies africanas y australianas. Luego se delimitaron muchos géneros más pequeños, y por ejemplo Restio es ahora considerado restringido solo a África (Briggs y Johnson 1998a, b, Linder 1985).

## Taxonomía
La familia fue reconocida por el APG III (2009), el Linear APG III (2009) le asignó el número de familia 102. La familia ya había sido reconocida por el APG II (2003).
Unos 35 géneros, unas 320 especies (Watson y Dallwitz 2007). Los géneros más representados son Restio (90 especies), Ischyrolepis (50 especies), y Thamnochortus (35 especies). 
La lista de géneros, según Royal Botanic Gardens, Kew (visitado en enero del 2009):
- Acion B.G.Briggs & L.A.S.Johnson, Telopea 7: 353 (1998). = Chordifex B.G.Briggs & L.A.S.Johnson
- Alexgeorgea Carlquist, Austral. J. Bot. 24: 282 (1976). SO. de Australia. 3 especies
- Anthochortus Nees ex Endl., Gen. Pl.: 121 (1837). SO. y S. de Provincia del Cabo. 7 especies
- Antochortus Nees in J.Lindley, Intr. Nat. Syst. Bot., ed. 2: 451 (1836), orth. var. = Anthochortus Nees ex Endl.
- Apodasmia B.G.Briggs & L.A.S.Johnson, Telopea 7: 371 (1998). SE. de Australia, Nueva Zelanda, S. de Chile. 3 especies
- Askidiosperma Steud., Flora 33: 229 (1850). S. y SO. de Provincia del Cabo. 12 especies
- Baloskion Raf., Fl. Tellur. 4: 32 (1838). SE. de Queensland a SE. Australia. 8 especies
- Boeckhia Kunth, Enum. Pl. 3: 448 (1841). = Hypodiscus Nees
- Calopsis P.Beauv. ex Desv., Ann. Sci. Nat. (Paris) 13: 44 (1828). S. de África. 24 especies
- Calorophus Labill., Nov. Holl. Pl. 2: 78 (1806). SE. de Australia. 2 especies
- Cannomois P.Beauv. ex Desv., Ann. Sci. Nat. (Paris) 13: 43 (1828). SO. y S. de Provincia del Cabo. 7 especies
- Catacolea B.G.Briggs & L.A.S.Johnson, Telopea 7: 346 (1998). SO. de Australia. 1 especie
- Ceratocaryum Nees in J.Lindley, Intr. Nat. Syst. Bot., ed. 2: 451 (1836). SO. y S. Provincia del Cabo. 8 especies
- Chaetanthus R.Br., Prodr.: 251 (1810). SO. de Australia. 3 especies
- Chondropetalum Rottb., Descr. Pl. Rar.: 12 (1772). SO. y S. Provincia del Cabo. 12 especies
- Chordifex B.G.Briggs & L.A.S.Johnson, Telopea 7: 356 (1998). SO. Australia. 20 especies
- Coleocarya S.T.Blake, Proc. Roy. Soc. Queensland 54: 75 (1943). E. Australia. 1 especies
- Craspedolepis Steud., Syn. Pl. Glumac. 1: 264 (1854). = Restio Rottb.
- Cucullifera Nees in J.Lindley, Intr. Nat. Syst. Bot., ed. 2: 451 (1836). = Cannomois P.Beauv. ex Desv.
- Cytogonidium B.G.Briggs & L.A.S.Johnson, Telopea 7: 362 (1998). SO. Australia. 1 especie
- Dapsilanthus B.G.Briggs & L.A.S.Johnson, Telopea 7: 369 (1998). Hainan, Indo-China a N. Australia. 4 especies
- Desmocladus Nees in J.G.C.Lehmann, Pl. Preiss. 2: 56 (1846). SO. y S. Australia. 15 especies
- Dielsia Gilg, Bot. Jahrb. Syst. 35: 88 (1904). SO. Australia. 1 especie
- Dovea Kunth, Enum. Pl. 3: 457 (1841). SO. Provincia del Cabo. 1 especie
- Elegia L., Mant. Pl. 2: 162 (1771). Provincia del Cabo. 35 especies
- Empodisma L.A.S.Johnson & D.F.Cutler, Kew Bull. 28: 383 (1973 publ. 1974). Australia, Nueva Zelanda. 2 especies
- Eurychorda B.G.Briggs & L.A.S.Johnson, Telopea 7: 357 (1998). E. y SE. Australia. 1 especie
- Guringalia B.G.Briggs & L.A.S.Johnson, Telopea 7: 353 (1998). = Chordifex B.G.Briggs & L.A.S.Johnson
- Haplostigma F.Muell., Fragm. 8: 100 (1874), nom. provis. = Loxocarya R.Br.
- Harperia W.Fitzg., J. West Austral. Nat. Hist. Soc. 1: 34 (1904). SO. de Australia. 4 especies
- Hydrophilus H.P.Linder, Bothalia 15: 66 (1984). SO. Provincia del Cabo. 1 especie
- Hypodiscus Nees in J.Lindley, Intr. Nat. Syst. Bot., ed. 2: 450 (1836), nom. cons. SO. y S. Provincia del Cabo. 15 especies
- Hypolaena R.Br., Prodr.: 251 (1810). S. y E. Australia. 7 especies
- Ischyrolepis Steud., Syn. Pl. Glumac. 2: 249 (1855). Provincia del Cabo a KwaZulu-Natal. 49 especies
- Kulinia B.G.Briggs & L.A.S.Johnson, Telopea 7: 349 (1998). SO. de Australia. 1 especie
- Lamprocaulos Mast. in A.L.P.P.de Candolle & A.C.P.de Candolle, Monogr. Phan. 1: 349 (1878). = Elegia L.
- Leiena Raf., Fl. Tellur. 4: 33 (1838). = Restio Rottb.
- Lepidanthus Nees, Linnaea 5: 665 (1830). = Hypodiscus Nees
- Lepidobolus Nees in J.G.C.Lehmann, Pl. Preiss. 2: 66 (1846). SO. y S. Australia. 6 especies
- Leptocarpus R.Br., Prodr.: 250 (1810), nom. cons. Nueva Guinea a Australia. 2 especies
- Lepyrodia R.Br., Prodr.: 247 (1810). SO. y SE. Australia. 13 especies
- Leucoploeus Nees in J.Lindley, Intr. Nat. Syst. Bot., ed. 2: 450 (1836). = Hypodiscus Nees
- Loxocarya R.Br., Prodr.: 249 (1810). SO. Australia. 5 especies
- Mastersiella Gilg-Ben. in H.G.A.Engler, Nat. Pflanzenfam. ed. 2, 15a: 25 (1930). SO. Provincia del Cabo. 3 especies
- Meeboldina Suess., Boissiera 7: 20 (1943). SO. Australia. 5 especies
- Megalotheca F.Muell., Fragm. 8: 98 (1873). = Loxocarya R.Br.
- Melanostachya B.G.Briggs & L.A.S.Johnson, Telopea 7: 361 (1998). SO. Australia. 1 especies
- Mesanthus Nees in J.Lindley, Intr. Nat. Syst. Bot., ed. 2: 451 (1836). = Cannomois P.Beauv. ex Desv.
- Nematanthus Nees, Linnaea 5: 661 (1830). = Willdenowia Thunb.
- Nevillea Esterh. & H.P.Linder, Bothalia 15: 66 (1984). SO. Provincia del Cabo. 2 especies
- Onychosepalum Steud., Syn. Pl. Glumac. 2: 249 (1855). SO. Australia. 3 especies
- Phyllocomos Mast., Bot. Jahrb. Syst. 29(66): 19 (1900). = Anthochortus Nees ex Endl.
- Platycaulos H.P.Linder, Bothalia 15: 64 (1984). Provincia del Cabo. 8 especies
- Platychorda B.G.Briggs & L.A.S.Johnson, Telopea 7: 359 (1998). SO. Australia. 2 especies
- Prionosepalum Steud., Syn. Pl. Glumac. 2: 266 (1855). = Chaetanthus R.Br.
- Restio Rottb., Descr. Pl. Rar.: 9 (1772). E. Zaire a S. de África, Madagascar. 91 especies
- Rhodocoma Nees in J.Lindley, Intr. Nat. Syst. Bot., ed. 2: 450 (1836). Provincia del Cabo a KwaZulu-Natal. 6 especies
- Saropsis B.G.Briggs & L.A.S.Johnson, Telopea 7: 355 (1998). = Chordifex B.G.Briggs & L.A.S.Johnson
- Schoenodum Labill., Nov. Holl. Pl. 2: 79 (1806). = Leptocarpus R.Br.
- Spirostylis Nees ex Mast., J. Linn. Soc., Bot. 10: 271 (1869). = Willdenowia Thunb.
- Sporadanthus F.Muell. ex Buchanan, Trans. & Proc. New Zealand Inst. 6: 340 (1874). S. y E. Australia, Nueva Zelanda. 7 especies
- Staberoha Kunth, Enum. Pl. 3: 442 (1841). Provincia del Cabo. 9 especies
- Stenotalis B.G.Briggs & L.A.S.Johnson, Telopea 7: 368 (1998). SO. de Australia. 1 especie
- Taraxis B.G.Briggs & L.A.S.Johnson, Telopea 7: 363 (1998). SO. de Australia. 1 especie
- Thamnochortus P.J.Bergius, Descr. Pl. Cap.: 353 (1767). Provincia del Cabo. 33 especies
- Tremulina B.G.Briggs & L.A.S.Johnson, Telopea 7: 362 (1998). SO. de Australia. 2 especies
- Tyrbastes B.G.Briggs & L.A.S.Johnson, Telopea 7: 365 (1998). SO. Australia. 1 especie
- Willdenovia Thunb., Fl. Cap.: 312 (1811), orth. var. = Willdenowia Thunb.
- Willdenowia Thunb., Kongl. Vetensk. Acad. Nya Handl. 11: 26 (1790). Provincia del Cabo. 11 especies
- Winifredia L.A.S.Johnson & B.G.Briggs, Telopea 2: 737 (1986). Tasmania. 1 especie

## Importancia económica
Unos pocos géneros son de interés en horticultura, por ejemplo Chondropetalum y Elegia. 
Thamnochortus es usado para paja. Algunas especies son utilizadas localmente por su paja para techos y escobas.
Muchos géneros proveen importantes pasturas.
Algunas se usan como ornamentales, algunas de ellas tienen parecido al bambú por su caña y tamaño. 